# 허예은 (농구 선수)
허예은(2001년 7월 24일 ~ )은 대한민국의 농구 선수이다. 한국여자프로농구(WKBL) 청주 KB 스타즈 소속으로, 포지션은 콤보 가드이다. 2019년 대한민국 여자 U-19 농구 국가대표팀으로 선발되었으며, 2020년 1월에 열린 WKBL 신입선수 선발회에서 전체 1순위로 청주 KB스타즈에 지명되었다. 2019-20 시즌 종료 후 신인선수상을 수상하였다.

## 학력
- 창원 산호초등학교
- 마산여자중학교 (전학)
- 상주여자중학교 (졸업)
- 상주여자고등학교 (졸업)

## 수상
- WKBL 신인선수상: 2020

## 생애
창원산호초 출신으로 많은 농구인 관계자로부터 주목을 받은선수로 가능성을 받아온 선수였다. 그러나 마산여중으로 입학했지만 초등학교 시절부터 라이벌인 삼천포 지역팀들에게 패배에 일 수였고 소년체전에 출전권을 얻지 못했다. 그는 소년체전에 출전권을 단 한번도 얻지 못하자 중대한 결심을 하게 되었다.
마산여중에서 경북에 있는 상주여중으로 전학을 가게 되면서 1년간 출전정지 적용을 받으면서 코트를 볼수 없게 되었다. 중학교 3학년부터 출전정지가 해제 되면서 코트를 넓은시야, 경기운영에서 뛰어났지만 슈팅부분에 경기력에 아쉬움을 드러냈다.
상주여고로 입학하면서 고교무대에 적응기를 거쳐 안정적인 시야, 경기운영, 야전사령관을 맡았다.
2019-2020 신인선수 드래프트에서 전체 1순위로 KB스타즈에 지명되어 성인무대에 입성하였다.2019-2020시즌 정규 9경기 출전하여 신인선수상을 수상하였다. 드래프트에서 유일한 출전선수는 허예은선수가 유일하다.

## 기록
| † | WKBL 챔피언 결정전 우승을 차지한 시즌을 가리킨다. |

| 시즌     | 팀             | G  | MPG   | 2P%  | 3P%  | FT%  | RPG  | APG  | SPG  | BPG  | PPG  |
| -------- | -------------- | -- | ----- | ---- | ---- | ---- | ---- | ---- | ---- | ---- | ---- |
| 2019-20  | 청주 KB 스타즈 | 9  | 10:52 | 50.0 | 28.6 | 66.7 | 1.00 | 1.56 | 0.44 | 0.00 | 3.33 |
| 2020-21  | 청주 KB 스타즈 | 28 | 11:07 | 33.3 | 22.9 | 66.7 | 0.86 | 1.61 | 0.43 | 0.07 | 2.68 |
| 2021-22† | 청주 KB 스타즈 | 28 | 28:28 | 48.7 | 32.9 | 80.0 | 2.79 | 5.64 | 0.86 | 0.04 | 8.54 |
| 경력     | 경력           | 65 |       |      |      |      |      |      |      |      |      |